# Scaphyglottis atwoodii
Scaphyglottis atwoodii  là một loài thực vật có hoa trong họ Lan. Loài này được Dressler miêu tả khoa học đầu tiên năm 1997.